# 阿布哈桑
36°25′N 1°12′E / 36.417°N 1.200°E
阿布哈桑（阿拉伯语：‎），是阿爾及利亞的城鎮，位於該國北部，由謝里夫省負責管轄，處於地中海畔，海拔高度189米，1992年11月11日該鎮受洪水嚴重影響，1998年人口20,164。